# Deutsche Konservative Partei – Deutsche Rechtspartei
Die Deutsche Konservative Partei – Deutsche Rechtspartei (kurz DKP-DRP) war eine Partei in der britischen Besatzungszone (1946–1950).

## Geschichte
Die DKP-DRP entstand am 22. März 1946 durch den Zusammenschluss der Deutschen Aufbau-Partei (DAP) und der Deutschen Konservativen Partei (DKP). Die DAP verstand sich als Nachfolgepartei der Deutschvölkischen Freiheitspartei (DVFP), die sich 1922 von der Deutschnationalen Volkspartei (DNVP) abgespalten hatte, während die DKP versuchte, die Anhänger der DNVP wiederzugewinnen. Die Partei stand in der Tradition des monarchistisch orientierten preußischen Konservatismus.
Ein konservativ-christliches Parteiprogramm mit leicht monarchistischen Zügen, mit welchem man sich an die Parteiprogramme der DNVP anlehnte und den Nationalsozialismus scharf verurteilte, wurde 1946 von Hans Zehrer und Otto Schmidt-Hannover auf Sylt verfasst. Bei der Deutschen Konservativen Partei (also bei den Landesverbänden Hamburg und Schleswig-Holstein) wurde dieses Programm als Konservatives Manifest bezeichnet, bei der Deutschen Rechtspartei als Manifest der Rechten (Landesverbände Niedersachsen und Nordrhein-Westfalen).
Bereits im Sommer 1947 begann die schleichende Auflösung der Partei, als das Hamburger Mitglied des DKP-DRP-Zonenrates Erwin Jacobi mit zahlreichen Parteifreunden, darunter dem späteren Finanzsenator Wilhelm Ziegeler zur Deutschen Partei (DP) wechselte. Dieser Trend ging weiter, als sich am 11. November 1947 der Lübecker Kreisverband unter Hans Ewers, der die DAP mitbegründet hatte, abspaltete und ebenfalls zur DP ging. Andere Kreisverbände (Eutin, Lauenburg) schlossen sich an. In Nordrhein-Westfalen verließ die DNVP-kritische Gruppe um Joachim von Ostau ebenfalls schon bald die Partei.

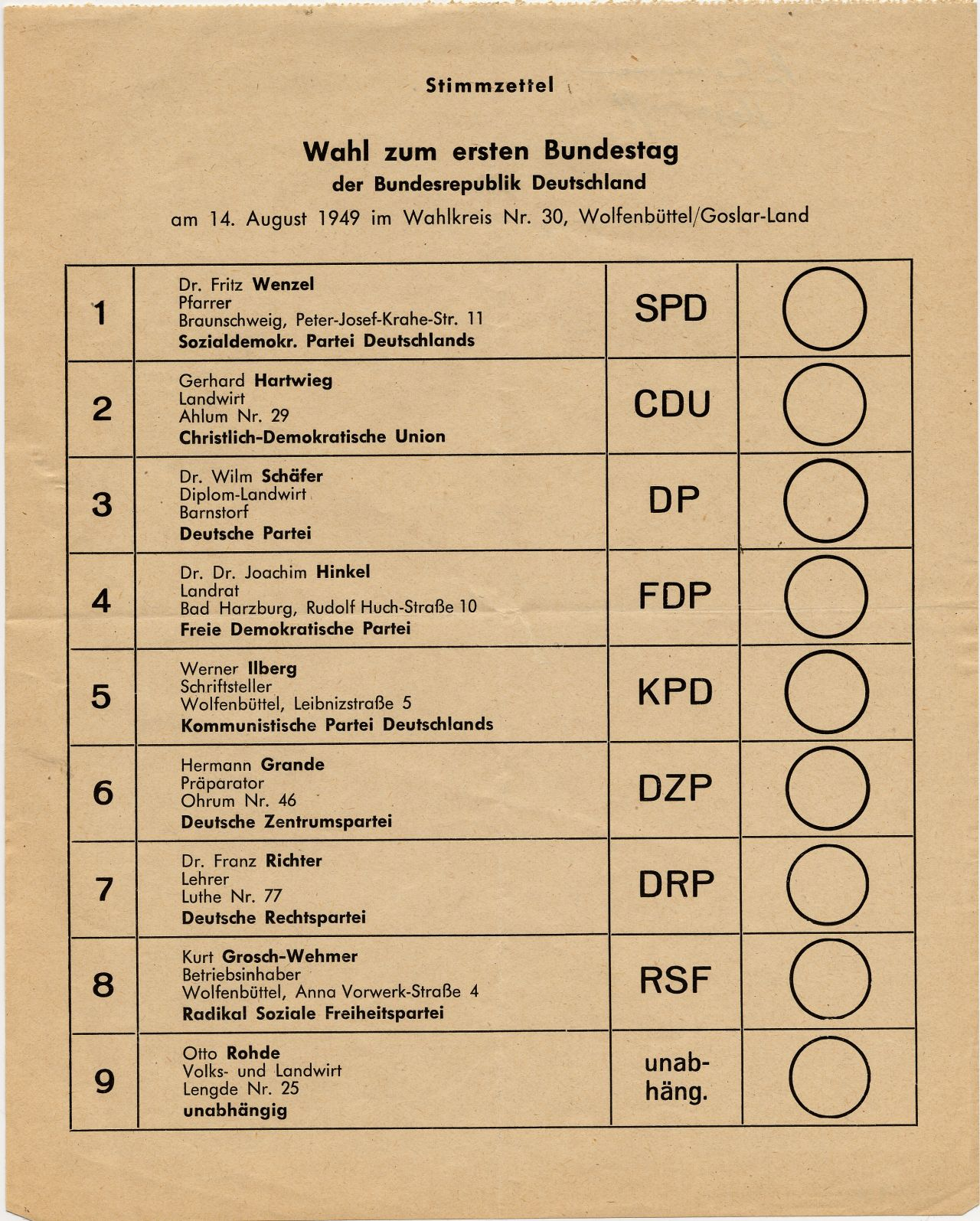
Stimmzettel bei der ersten Bundestagswahl 1949

Im Vorfeld der Bundestagswahl 1949 kam es zu Verhandlungen mit der DP und der Nationaldemokratischen Partei (NDP) über eine Fusion, die aber schließlich scheiterten, weil insbesondere die britische Besatzungsmacht erklärte, eine Fusionspartei aus DP, NDP und DKP-DRP würde in ihrem Bereich keine Lizenz erhalten. Für die Bundestagswahl 1949 schloss die DKP-DRP daraufhin in Niedersachsen ein Wahlbündnis mit der Gemeinschaft unabhängiger Deutscher (GuD) unter Fritz Dorls und „Franz Richter“ (Deckname von Fritz Rößler), die keine Lizenz erhalten hatte. Teilweise trat sie dort unter dem Namen „DRP – Deutsche Rechtspartei“ auf. Die GuD schloss sich nach der Bundestagswahl 1949 der DKP-DRP auch organisatorisch an. Bereits am 2. Oktober 1949 wurden Dorls und seine Anhänger (unter anderem Otto Ernst Remer und Gerhard Krüger) ausgeschlossen, sie gründeten noch am selben Tage die später verbotene Sozialistische Reichspartei (SRP). Bei dieser Wahl erreichte der ehemalige Festungskommandant Wilhelmshaven, der Kapitän zur See a. D. Walter Mulsow, in Wilhelmshaven 31,5 % und verpasste damit knapp ein Direktmandat. Weitere Städte mit hoher Wählerzustimmung für die DRP waren Gifhorn mit 30,7 %, Emden-Stadt 26,3 %, Hameln mit 25,3 % Salzgitter mit 23,6 %, Helmstedt mit 20,8 % und Hildesheim mit 17,3 %. Allein in Niedersachsen erhielt die Partei 273.129  Zweitstimmen; im Bund waren es insgesamt 429.031 Zweitstimmen.
Am 21. Januar 1950, nach Ende des Lizenzierungszwanges, schloss sich vor allem der niedersächsische (und bedeutendste) Landesverband der DKP-DRP mit der hessischen NDP unter Heinrich Leuchtgens, deren nationalsozialistischer Flügel zwischenzeitlich ebenfalls zur SRP gegangen war, zur Deutschen Reichspartei (DRP) zusammen.
Eine kleine Gruppe um den letzten Vorsitzenden Hermann Klingspor führte die Reste der Partei, die sich nicht an der Fusion beteiligen wollten, noch eine Weile als „Nationale Rechte“ weiter. Diese Kleingruppe näherte sich den eher konservativen Landesverbänden Nordrhein-Westfalen und Niedersachsen der Freien Demokratischen Partei (FDP) an, in die die meisten NR-Mitglieder schließlich auch eintraten. In Niedersachsen trat die Deutsche Rechts-Partei noch 1951 mit geringem Erfolg bei der Landtagswahl an.

## Wahlergebnisse
| Wahlergebnisse der DKP-DRP         | Wahlergebnisse der DKP-DRP | Wahlergebnisse der DKP-DRP |
| Wahl                               | Stimmenanteil              | Sitze                      |
| ---------------------------------- | -------------------------- | -------------------------- |
| Bundestagswahl 1949                | 1,8 %                      | 5*                         |
| Hamburg 1946 (als DKP)             | 0,3 %                      | 0                          |
| Niedersachsen 1947 (als DRP)       | 0,3 %                      | 0                          |
| Nordrhein-Westfalen 1947 (als DKP) | 0,3 %                      | 0                          |
| Schleswig-Holstein 1947 (als DKP)  | 3,1 %                      | 0                          |
| Niedersachsen 1951 (als RP)        | 0,1 %                      | 0                          |

*) wegen Überspringens der Fünf-Prozent-Hürde in Niedersachsen mit 8,1 %

## Parlamente
Im ersten, von der britischen Militärregierung ernannten Landtag von Schleswig-Holstein, war die Deutsche Konservative Partei 1946/47 mit Walter Harckensee vertreten, im zweiten ernannten Landtag 1947 dann mit Hans Ewers.
Neben den fünf Sitzen im Bundestag für Adolf von Thadden, „Franz Richter“, Fritz Dorls, Herwart Miessner und Heinz Frommhold erzielte die DKP-DRP bei den Wahlen zur Hamburgischen Bürgerschaft am 16. Oktober 1949 ein Mandat für Carl Schlumbohm innerhalb des Wahlbündnisses Vaterstädtischer Bund Hamburg aus Christlich Demokratischer Union (CDU), FDP und DKP-DRP. Außerdem gelangen der DKP-DRP Ende der 1940er Jahre einzelne Mandatsgewinne bei den Kommunalwahlen in der britischen Zone. Herausragendes Ergebnis waren dabei die nahezu 70 % (18 von 25 Stadtratssitzen), die die DKP-DRP am 26. November 1948 in Wolfsburg unter Leonhard Schlüter, Adolf von Thadden und Bernhard Gericke erreichte.
Nach Bildung der Nationalen Rechten kamen mit Alexander Hirschfeld, Wilhelm Piepenbrink und Hansjoachim von Rohr 1950 drei ihrer Mitglieder über ein Wahlbündnis mit der FDP in den Nordrhein-Westfälischen Landtag.

## Bundesvorsitzende

Wilhelm Jaeger

| Zeitraum                       | Vorsitzender      |
| ------------------------------ | ----------------- |
| Juni bis September 1946        | Franz Sontag      |
| November 1946 bis April 1947   | Hermann Klingspor |
| April 1947 bis August 1949     | Wilhelm Jaeger    |
| September 1949 bis Januar 1950 | Hermann Klingspor |